# Ficus diversiformis
Ficus diversiformis är en mullbärsväxtart som beskrevs av Friedrich Anton Wilhelm Miquel. Ficus diversiformis ingår i släktet fikonsläktet, och familjen mullbärsväxter. Inga underarter finns listade i Catalogue of Life.